# 경쟁금지 조항
경쟁금지 조항(non-compete clause,  covenant not to compete, CNC)는 계약법에서 (일반적으로 피고용인인) 당사자가 (일반적으로 고용주인) 다른 당사자와 경쟁관계에 있는 동일계열 회사에 취업하지 않겠다고 동의하는데 사용되는 용어이다. 영미법의 관점에서 볼 때, 계약의 내용으로서 경쟁금지 조항은 약인을 계약의 성립요건으로 요구하는 전통적인 계약 이론에 기속된다. 이 조항은 피용인이 해고되거나 사임할 경우, 이전의 사업장에서 취급한 무역비밀이나 고객 목록, 사업 파트너, 최신 제품, 마케팅 계획 같은 민감한 정보를 남용하여 유리한 위치로 경쟁사에 취직하거나 동일계열 사업을 시작할 수도 있다는 점을 염두에 둔 것이다. 그러나, 지나친 경쟁금지 조항은 퇴직한 피용인이 아무 곳에서도 일할 수 없게 만들 수도 있다. 현재 판례법은 예외를 허용하고 있으나, 그것은 경쟁금지 조항이 피용인의 보호에 필요한 범위로 한정된다. 반대로, 사업자는 고용자가 다른 사업장으로 취직하지 못하도록 경쟁금지 계약을 남용할 것이다. 따라서, 대부분의 관할권에서, 법원이 그러한 경쟁금지 조항을 조사해 보도록 하고, 그 경쟁금지의 내용이 지역적 거리와 시간적 기간에 있어서 적절함으로써 합리적인 제한인 경우라면 합법적인 것으로 판단될 수 있다.
대부분의 미국 주는 다양한 형태의 경쟁금지 조항을 인식하고 집행한다. 그러나, 소수의 주는 관할지에서 완전히 경쟁금지 조항을 제한하고 있다. 예로, 캘리포니아주가 그렇게 하고 있다. 이러한 이유는, 경쟁금지 조항이 기업과 고용자 사이에 인기가 있기 때문에 경쟁금지 조항이 제한된 주에서 일하지 않으려고 한다.